# Перетягин, Сергей Викторович
Серге́й Ви́кторович Перетя́гин (род. 19 апреля 1984, Кирово-Чепецк, Кировская область, РСФСР, СССР) — российский хоккеист, защитник. Являлся игроком клубов Суперлиги и Континентальной хоккейной лиги.

## Биография
Родился 19 апреля 1984 года в Кирово-Чепецке. Воспитанник ДЮСШ «Олимпия» (первый тренер А. Г. Кусков), в котором и начал игровую карьеру (в сезоне 2001/2002 высшей лиги чемпионата России.
В сезоне 2002/03 перешёл в нижегородское «Торпедо», которое по итогам сезона добилось перехода в Суперлигу. В последующие годы в основном выступал за клубы Суперлиги и Континентальной хоккейной лиги (после её создания в 2008 году) — нижнекамский «Нефтехимик», пермский «Молот-Прикамье», московские «Крылья Советов», петербургский СКА, хабаровский «Амур», донецкий «Донбасс» (с которым завоевал Континентальный кубок), ярославский «Локомотив» (с которым стал бронзовым призёром чемпионата России), подольский «Витязь», пекинский «Куньлунь Ред Стар».
В 2007 году в составе российской сборной принял участие в играх Еврохоккейтура.
С 2018 по 2019 год выступал в составе румынского клуба МОЛ Лиги Корона Брашов из города Брашов.

## Достижения
- Обладатель Кубка Карьяла 2007[нем.]
- Обладатель Кубка Первого канала 2007[нем.]
- Серебряный призёр Хоккейных игр LG 2007[швед.]
- Обладатель Континентального кубка 2013
- Бронзовый призёр чемпионата России (2013/2014).